# Simfonies de Londres
Les simfonies de Londres, també anomenades Simfonies Salomon en referència a l'home que va introduir Joseph Haydn a Londres, van ser compostes per Joseph Haydn entre 1791 i 1795. Es solen classificar en dos grups: les simfonies 93 a 98, que van ser escrites durant la primera visita de Haydn a Londres, i les simfonies 99 a 104, escrites entre Viena i Londres durant la segona visita de Haydn.
Totes les Simfonies de Londres, excepte la 95, tenen una introducció lenta al primer moviment.
- Simfonia 93 en Re Major (1791)
- Simfonia 94 en Sol Major, La Sorpresa (1791)
- Simfonia 95 en Do menor (1791)
- Simfonia 96 en Re Major, El Miracle (1791)
- Simfonia 97 en Do Major (1792)
- Simfonia 98 en Si bemoll Major (1792)
- Simfonia 99 en Mi bemoll major (1793)
- Simfonia 100 en Sol Major, Militar (1793)/(1794)
- Simfonia 101 en Re Major, El Rellotge (1793)/(1794)
- Simfonia 102 en Si bemoll Major (1794)
- Simfonia 103 en Mi bemoll Major, Drumroll (1795)
- Simfonia 104 en Re Major, London (1795)